# ポート・タルボット・タウンFC
ポート・タルボット・タウンFC（英語: Port Talbot Town Football Club）は、ウェールズのニース・ポート・タルボットのポート・タルボットをホームタウンとするサッカークラブ。

## 歴史
クラブは1901年に創設され、初期はスウォンジー・シニアリーグに所属した。初期の記録として、1909-10シーズンのラネリAFC戦は10-0で大勝した。
2000年、1999-2000シーズンの成功により、ウェルシュ・プレミアリーグ昇格を決めた。クラブ創設100周年となる2001年、2001-02シーズン開幕前にクラブ名はポート・タルボット・アスレティックからポート・タルボット・タウンに改称された。
2010年、2009-10シーズンのプレミアリーグで3位になり、クラブ初の欧州カップ戦となるUEFAヨーロッパリーグ出場権を獲得した。また、ウェルシュカップ決勝に進出したが、バンガー・シティFCに2-3で敗れた。

## UEFA主催大会成績
| 年度    | 大会                 | ラウンド  | 対戦相手 | ホーム | アウェー | 合計 |
| ------- | -------------------- | --------- | -------- | ------ | -------- | ---- |
| 2010-11 | UEFAヨーロッパリーグ | 予選1回戦 | TPS      | 0-4    | 1-3      | 1-7  |